# Pakistans flag
Pakistans flag er grønt med et lodret hvidt bånd (der symboliserer de religiøse mindretal) ved stangsiden. En tiltagende måne og en stjerne befinder sig midt i det grønne felt. Den tiltagende måne, stjernen og den grønne farve er traditionelle islamiske symboler.

## Andre nationale flag
Pakistan benytter en række forskellige flag, adskillige efter britisk forbillede.
- Koffardiflag
- Orlogsflag
- Gøs
- Flyvevåbnets flag
- Civilt luftfartsflag
- Præsidentflag

## Lignende flag
- Tyrkiets flag
- Mauretaniens flag
- Algeriets flag
- Malaysias flag
- Libyens flag
- Tunesiens flag
- Aserbajdsjans flag

- Wikimedia Commons har flere filer relateret til Pakistans flag

| Flag | Spire Denne artikel om flag eller vexillologi er en spire som bør udbygges. Du er velkommen til at hjælpe Wikipedia ved at udvide den. |